# Джон Пол Джоунс (филм, 1959)
„Джон Пол Джоунс“ (на английски: John Paul Jones) е американски епико-биографичен филм от 1959 година, разказващ за живота на корабния капитан Джон Пол Джоунс.

## Сюжет
1764 година. Независимо от крехката си възраст, седемнадесет годишния шотландец Джон Пол (Робърт Стак) е вече опитен корабен навигатор.
1773 година. Джон Пол е вече капитан на кораб и се отправя към Карибския регион. Между него и губернатора на Тобаго назрява конфликт и Джон Пол прибавя към името си фамилията Джоунс. Помолен да напусне, Джон Пол се отправя към Фредриксбърг, Вирджиния за да посети брат си, който живее там. Скоро след това брат му умира и Джон Пол наема адвоката Патрик Хенри (Макдоналд Кери) да се погрижи за финансовите дела на покойния. Междувременно Джон Пол завързва романтична връзка с изгората на Хенри Доротея Дандърс (Ерин О′Брайън).
След като участва като втори по ранг във войната за Бахамите, той се включва във Войната за независимост на САЩ, превземайки със своя екип осемнадесет британски кораба около бреговете на Нюфаундленд и изпраща заграбените блага на американския генерал Джордж Вашингтон (Джон Крауфорд).
Вашингтон изпраща младия офицер във Франция, където той е почетен за героичните си морски подвизи. Бенджамин Франклин (Чарлз Кобърн) настоява Джон Пол да извърши набези върху Британските острови. След това по предложение на френската кралица Мария-Антоанета (Сузана Каналес), за него е построен нов кораб. Единственото условие на краля Луи XVI (Жан-Пиер Омон) е той да плава под американски флаг.
1790 година. Адмирал Джон Пол Джоунс постъпва на служба при руската императрица Екатерина II (Бети Дейвис). Две години по-късно той се завръща в Париж тежко болен. На смъртното си легло Джон Пол диктува на Ейми (Мариса Паван) правилата, по които трябва да се обучават бъдещите морски офицери на САЩ.

## В ролите
- Робърт Стак като адмирал Джон Пол Джоунс
- Мариса Паван като Ейми Дьо Телисон
- Чарлз Кобърн като Бенджамин Франклин
- Ерин О′Брайън като Доротея Дандърс
- Макдоналд Кери като Патрик Хенри
- Бети Дейвис като императрица Екатерина II
- Жан- Пиер Омон като крал Луи XVI
- Дейвид Фарар като Джон Уилкс
- Питър Къшинг като капитан Пиърсън
- Сузана Каналес като кралица Мария-Антоанета
- Жорж Ривиер като руския камерхер
- Том Бренъм като Питър Уули
- Брус Кабът като артилериста Лоури
- Базил Сидни като сър Уилям Йънг
- Джон Крауфорд като Джордж Вашингтон
- Арчи Дънкън като Дънкън МакБийн
- Томас Гомес като Есек Хопкинс
- Боб Кънингам като лейтенант Уолингфорд
- Джон Чарлз Фароу като Джон Пол
- Ерик Полман като крал Джордж III